# Brachycephalie

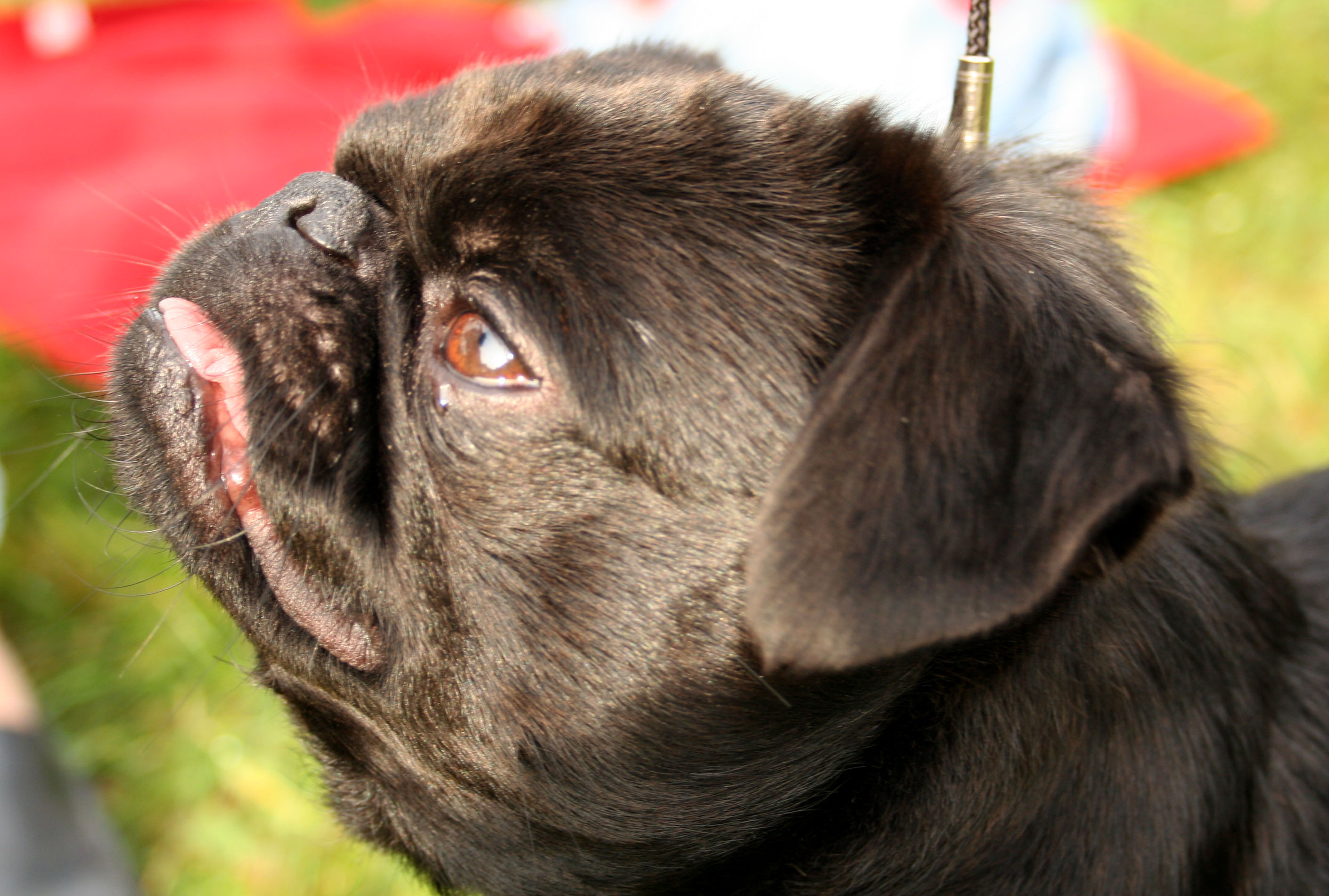
Brachycephalie bei einem Petit Brabançon

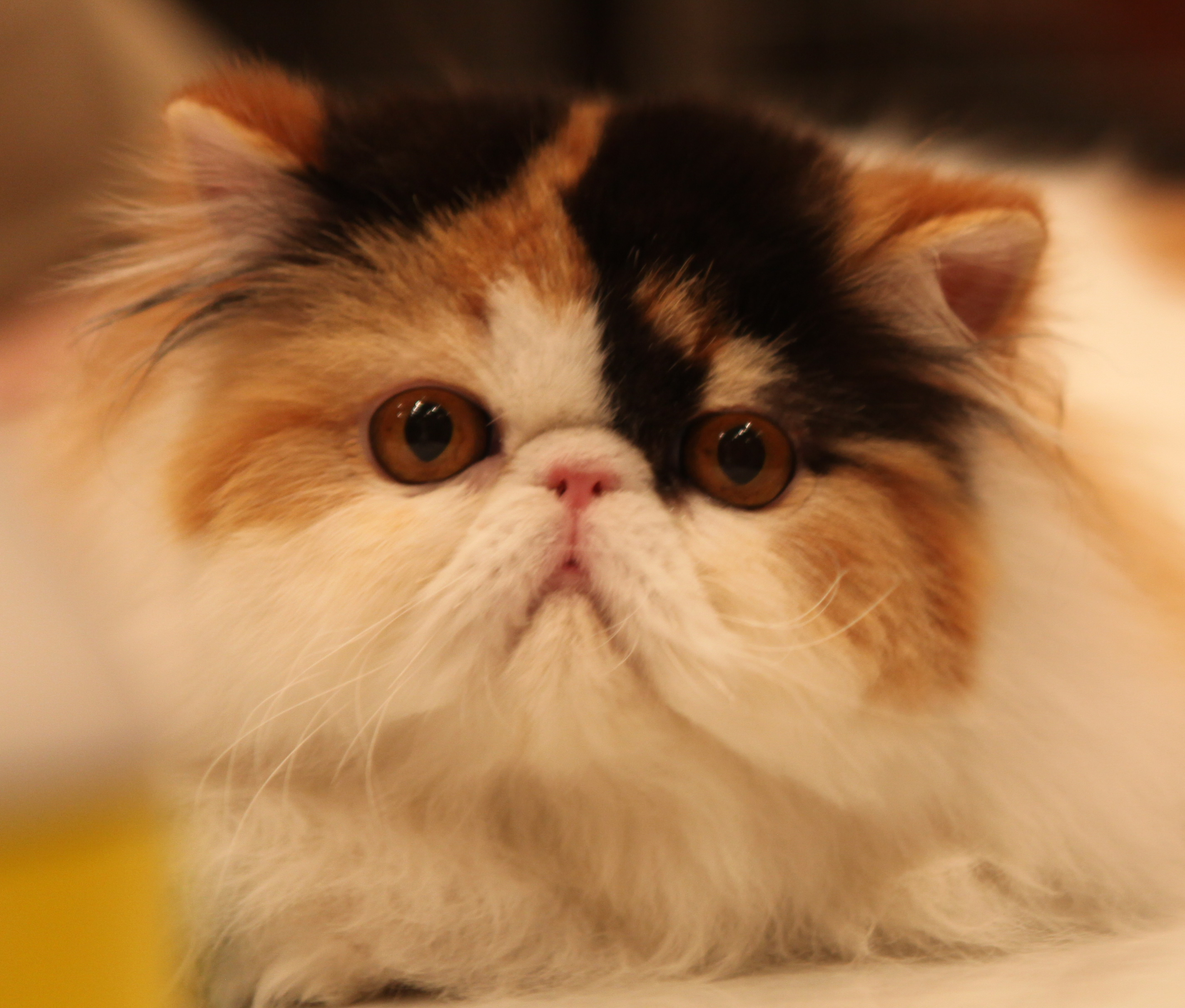
Brachycephalie bei einer Perserkatze

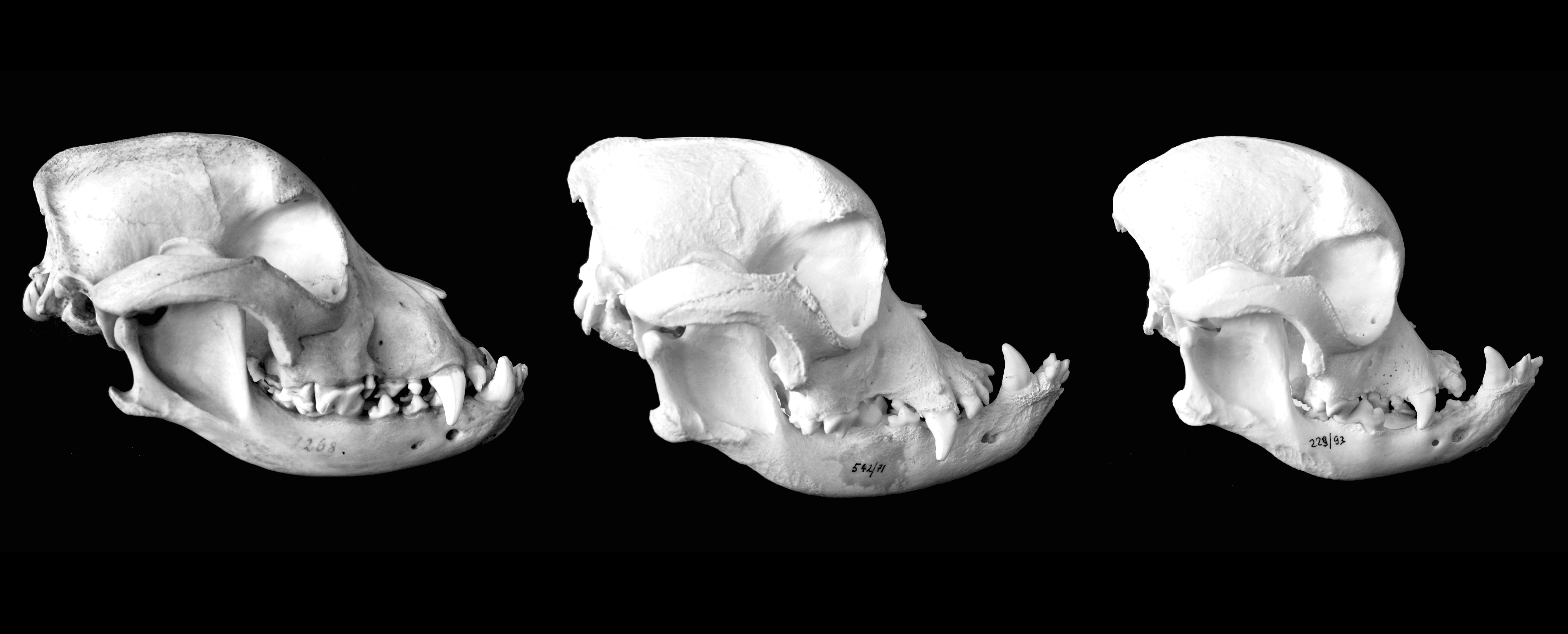
Schädel Englischer Bulldoggen. Links: Um 1900–1920 Prognathie des Unterkiefers. Mitte: Schweiz-Champion *1963 †1971 mit Missbildung des Gesichtsschädels durch pathologisch reduzierten Oberkiefer. Rechts: Hündin *1985 †1993 schwere Missbildungen bei Aufwölbung des Hirnschädels und völligem Fehlen des Scheitelkamms.

Brachycephalie (auch: Brachyzephalie, von gr. βραχύς brachýs ‚kurz‘ und κεφαλή kephalḗ ‚Kopf‘) bedeutet Kurzköpfigkeit bzw. Rundköpfigkeit. Es handelt sich dabei um eine angezüchtete, erbliche Deformation des Schädels, die zu verschiedenen gesundheitlichen Problemen führt. Unter den Haustieren sind insbesondere Hunde, teilweise auch Katzen betroffen.

## Definition

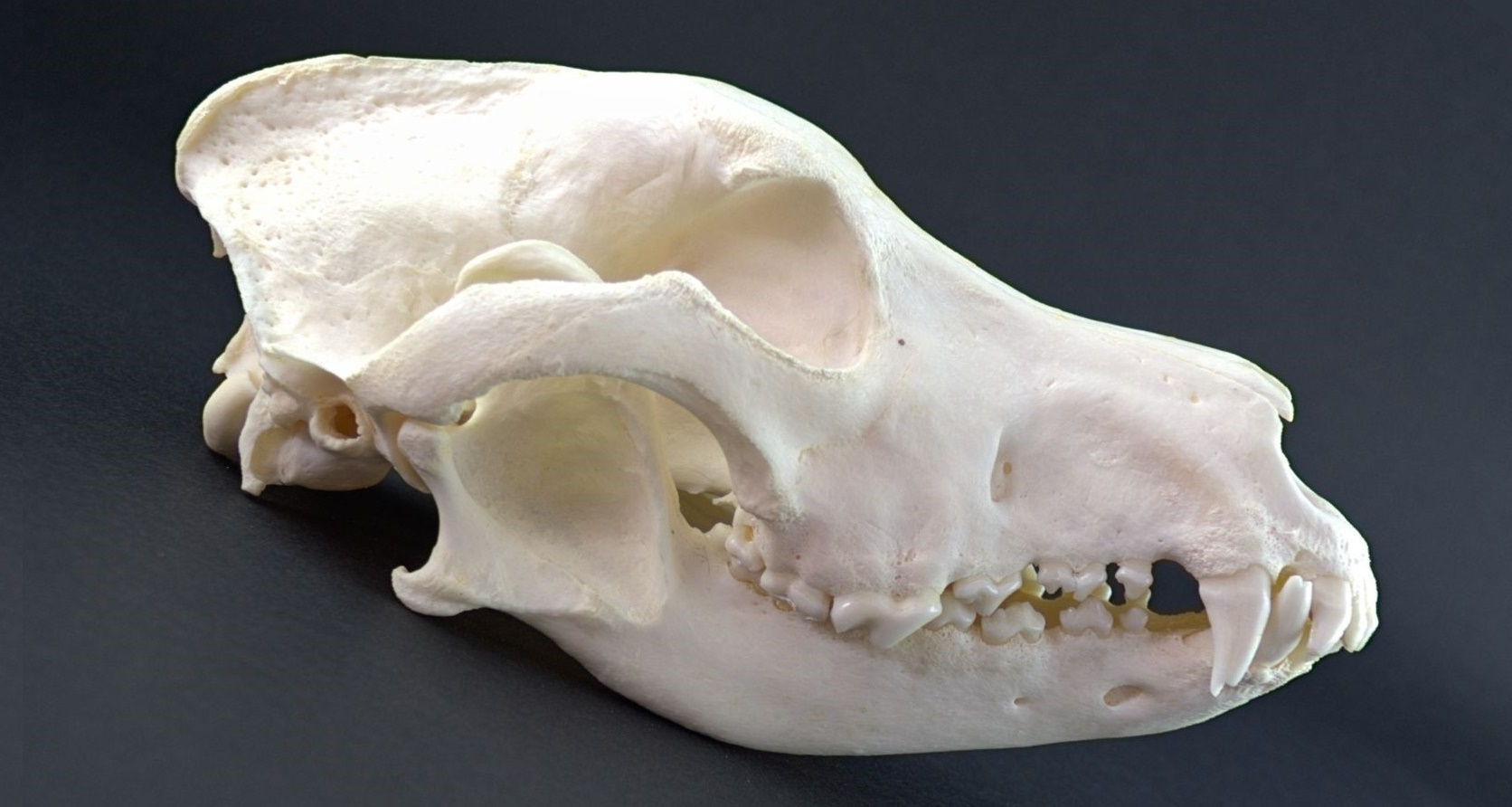
Schäferhundschädel zum Vergleich

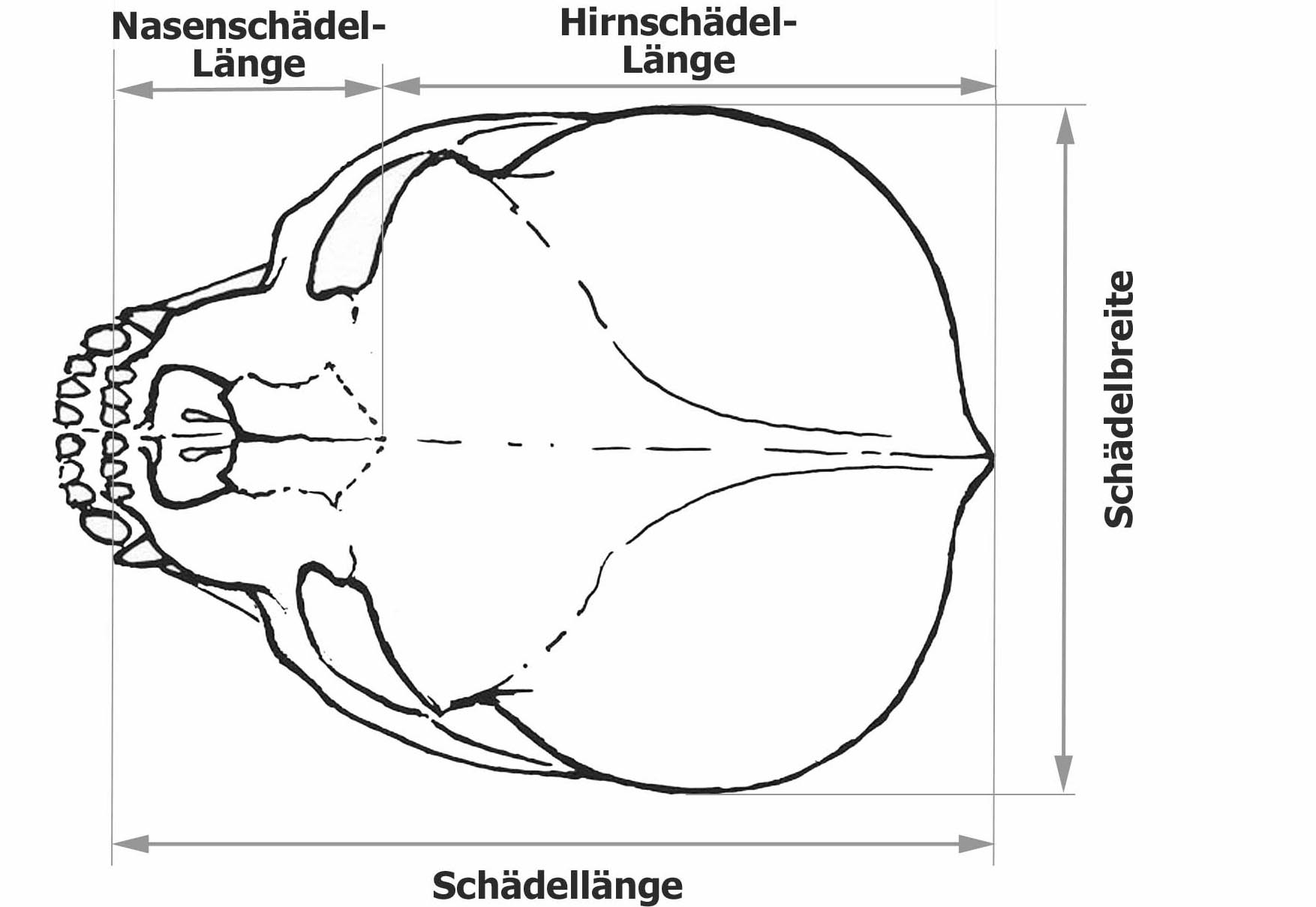
Schädelmessungen für den S-Index

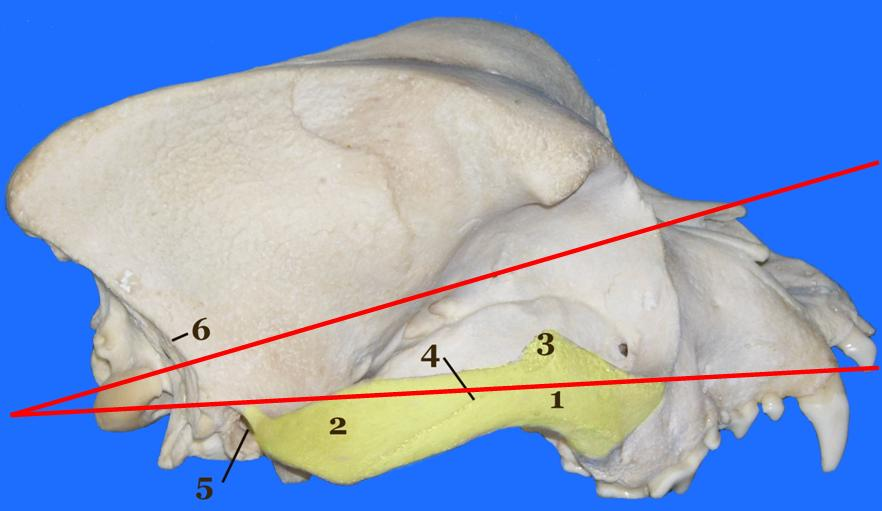
Kraniofazialwinkel bei einem Boxerschädel

Die Definition eines Schädels als brachycephal erfolgt nach mehreren Kriterien. Man betrachtet zum einen die typischen morphologischen Merkmale der Schädel einer gesamten Rasse und verwendet als Vergleichsmaßstab die Merkmale von Schädeln relativ ursprünglicher Vertreter des Canis lupus familiaris. Im Verhältnis dazu kurze und breite Schädel bezeichnet man als brachycephal. Zum anderen werden bei Individuen innerhalb einer Rasse Schädelmessungen vorgenommen, um zu entscheiden, ob diese Exemplare als brachycephal einzustufen sind. Dies kann dazu führen, dass bei einigen nicht als brachycephal geltenden Rassen dennoch Individuen mit brachycephalem Schädel zu finden sind. Dazu gehören zum Beispiel die Norwich Terrier. Dieses generelle Dilemma kann nicht gelöst werden, zumal die permanente und züchterisch verursachte Veränderung der Schädelform rasch verläuft.
Die bekannten Schädelmessungen sind:
- Verhältnis Schädelbreite zu Schädellänge von 0,81 oder höher
- Verhältnis Hirnschädel zu Gesichtsschädel größer 1,6
- Kraniofazialwinkel (CFA) zwischen 9° und 14°
- Verhältnis Gesichtsschädel zu Hirnschädel kleiner 1,25 (S-Index)

Die ersten beiden Indizes werden nach dem Tod des Hundes erhoben. Für den CFA und den S-Index jedoch nutzt der Untersucher Röntgenaufnahmen, was den großen Vorteil bietet, dass die Messungen auch an lebenden Hunden durchgeführt werden können. Der Kraniofazialwinkel ist der von der Schnauzenspitze, der Schädelbasis und dem Mittelpunkt der Augenhöhle begrenzte Winkel. Hier wurden jedoch massive Überlappungen bei den drei Schädelformen (brachycephal = kurzer Kopf; mesocephal = mittellanger Kopf, dolichocephal = langer Kopf) festgestellt, so dass der S-Index wegen seiner klinischen Anwendung zumindest in der Schweiz als Referenzmaß angesehen wird.

## Gesundheitliche Folgen

### Brachycephales Syndrom

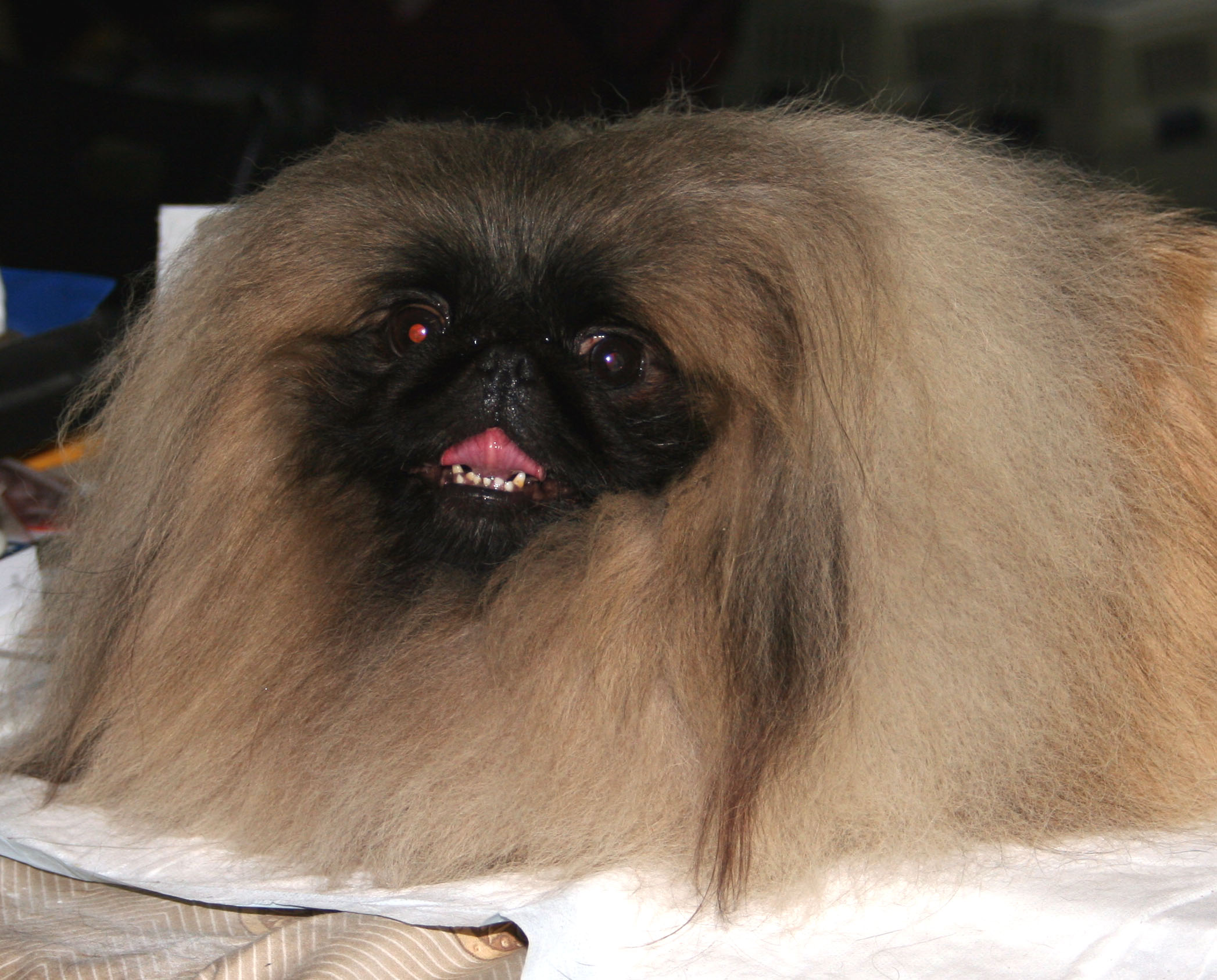
Brachycephalie beim Pekingesen: relativ große Zunge, verengte Nasenlöcher und Hecheln in Ruhe.

Brachycephalie kann zu Problemen in den oberen Atemwegen führen, die zusammenfassend als brachycephales Syndrom oder Brachycephalie-Syndrom, gelegentlich auch Obere-Luftweg-Syndrom (OLS), bezeichnet werden. Es ist durch eine starke Behinderung der Atmung und eine gestörte Thermoregulation gekennzeichnet. Letztere führt dazu, das diese Tiere besonders gefährdet sind einen Hitzschlag zu erleiden. Bei Hunden mit natürlicher Schnauzenlänge entsteht während jeder Einatmung durch die Nase auf den feuchten Schleimhäuten etwas Verdunstungskälte. Dieser Kühlungseffekt bei der Nasenatmung ist ein Bestandteil der Thermoregulation, durch den eine Überhitzung des Schädelinneren verhindert wird. Das auch in Ruhe auftretende Hecheln brachycephaler Hunde ist eine Reaktion auf eine Überwärmung, an der sie leiden, weil sie keinen ausreichend langen Atemweg und keine ausreichende Verdunstungsoberfläche in der Nase haben. Die kühlende Nasenatmung kann durch Verlegung des Atemwegs zusätzlich eingeschränkt sein.

#### Pathogenese

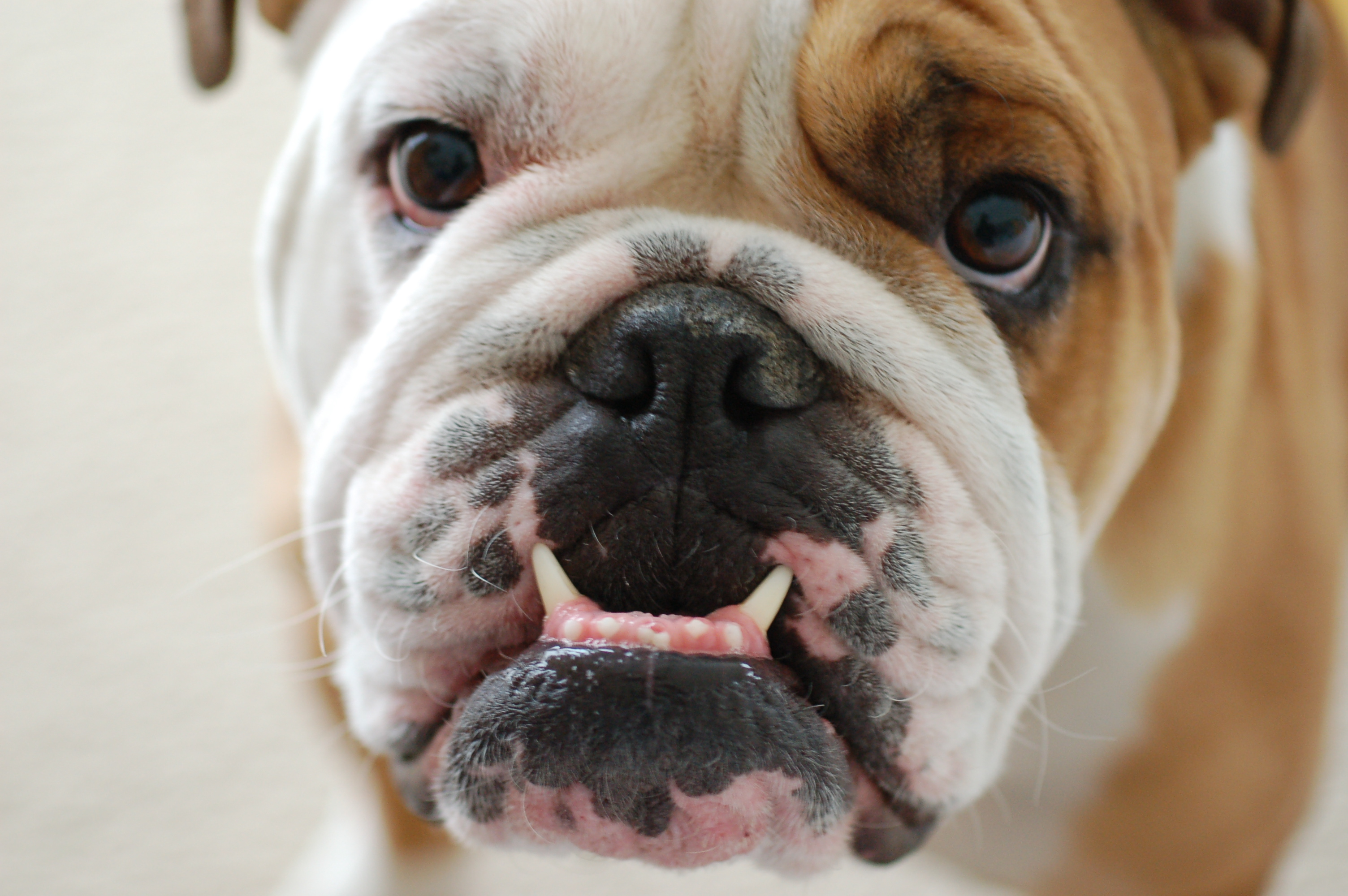
Bulldogge mit brachycephalem Syndrom

Auslöser der Verengung der oberen Luftwege ist vor allem eine Hemmung des Längenwachstums des Gesichtsschädels. Diese Hemmung ist aber nicht mit einer proportionalen Verringerung der Anzahl der gebildeten Zellen in den Geweben der oberen Atemwege verbunden, sondern hier wirkt meist weiterhin die ursprüngliche Erbinformation bei der Ausbildung der Gewebe.
Durch das voluminöse Ausmaß des Knorpels des Nasenflügels (insbesondere die Cartilago nasi lateralis dorsalis) und eine reduzierte Beweglichkeit des Nasenflügels kommt es zu einer Verengung der Nasenlöcher. Die Nasenhöhle des heranwachsenden Hundes streckt sich normalerweise in die Länge und die zur Geburt noch unterentwickelten Nasenmuscheln wachsen aufeinander zu, stellen aber ihr Wachstum ein, bevor die sie überziehenden Schleimhautschichten einander berühren. Bei brachycephalen Hunden unterbleibt diese Wachstumshemmung – es kommt zu einer relativen Conchen-Hypertrophie („Nasenmuschelwucherung“). Zudem wachsen die Nasenmuscheln als aberrante Nasenmuscheln über ein für die Größe der Nasenhöhle mögliches Maß. Man unterscheidet dabei rostrale aberrante Nasenmuscheln (vor der Plica alaris gelegen), die die vorderen Abschnitte des mittleren und unteren Nasengangs einengen, und kaudale aberrante Nasenmuscheln, die den Übergang zum Nasenrachen (Meatus nasopharyngeus) einengen. Zudem sind die Lamellen der Nasenmuscheln bei brachycephalen Hunden deutlich dicker als bei anderen Hunden. Die Folge ist, dass kaum noch Luft durch die Nase strömen kann, was für einen obligaten Nasenatmer ein schwerwiegendes Problem darstellt.
Das Gaumensegel brachycephaler Hunde ist verlängert und verdickt. Dies führt zu einer Einengung des Nasenrachens sowie in Kombination mit der relativ zu großen Zunge (relative Makroglossie) auch des Mundrachens.
Im Bereich des Kehlkopfs treten ebenfalls krankhafte Veränderungen auf, vor allem beim Mops. Hier ist das Kehlkopfskelett instabil, insbesondere der Stellknorpel und der Kehldeckel, so dass die Gefahr eines Kehlkopfkollapses besteht. Zudem ist die Schleimhaut im Bereich der Processus corniculates meist im Übermaß ausgebildet und geschwollen, so dass sie bei der Einatmung durch die Stimmritze gezogen wird und sie teilweise verlegt.
Im Bereich der Luftröhre und großen Bronchien treten rassespezifische Fehlbildungen auf. Auch die Knorpelspangen der Luftröhre sind beim Mops weich (Tracheomalazie), so dass sie zum Trachealkollaps neigen. Dagegen sind die Knorpelspangen der Französischen Bulldogge zwar klein, aber zumeist ausreichend steif (hypoplastische Trachea). Diese Veränderungen setzen sich auch auf die großen Bronchien fort.

#### Klinisches Bild
Typisches Symptom des brachycephalen Syndroms ist eine geräuschvolle, in der Regel inspiratorisch betonte Atmung in Verbindung mit Zeichen von Atemnot. Bei der klinischen Untersuchung können als charakteristische Befunde verengte Nasenlöcher und Nasenhöhlen, ein verlängertes und verdicktes Gaumensegel, verkürzter Rachenraum sowie Veränderungen am Kehlkopf festgestellt werden. Darüber hinaus können die Rachenmandeln in den Innenraum der Atemwege gezogen werden, wenn der Unterdruck beim Einatmen zu groß wird. Dies kann zu Atemproblemen, Erstickungsanfällen, Ohnmacht, zumindest aber röchelnden Atemgeräuschen und Schnarchgeräuschen führen. Durch die verminderte Fähigkeit zum Hecheln reagieren brachycephale Hunde empfindlicher auf Hitze als ihre nicht deformierten Artgenossen.
Mögliche Komplikationen eines brachycephalen Syndroms sind ein Ödem des Kehldeckels, Kollaps des Kehlkopfs, Einstülpung der seitlichen Kehlkopftaschen nach innen, Trachealkollaps, Entzündung und/oder Vorfall der Rachenmandeln, Bronchitis sowie Herzinsuffizienz infolge von ungenügender Sauerstoffsättigung des Blutes.
Häufig ist auch eine erhöhte Anfälligkeit gegenüber Wärme zu beobachten. Da die Nasenmuscheln und die laterale Nasendrüse eine wichtige Rolle bei der Wärmeabgabe spielen, sind brachycephale Hunde häufig sehr empfindlich gegenüber warmen Umgebungstemperaturen.

#### Therapie
Die Behandlung eines brachycephalen Syndroms kann über konservative oder chirurgische Maßnahmen erfolgen, wobei eine Gewichtsreduktion und konservative Behandlung mit Corticosteroiden nur in leichten Fällen Aussicht auf Erfolg bietet.
Die chirurgische Behandlung besteht in der Resektion des die Atemwege einengenden Gewebes (Nasenlocherweiterung, Vestibuloplastie, Laser-assistierte Turbinektomie, Gaumensegelresektion, Tonsillektomie etc.), um dadurch ein freieres Atmen zu ermöglichen.

### Weitere Folgeerkrankungen

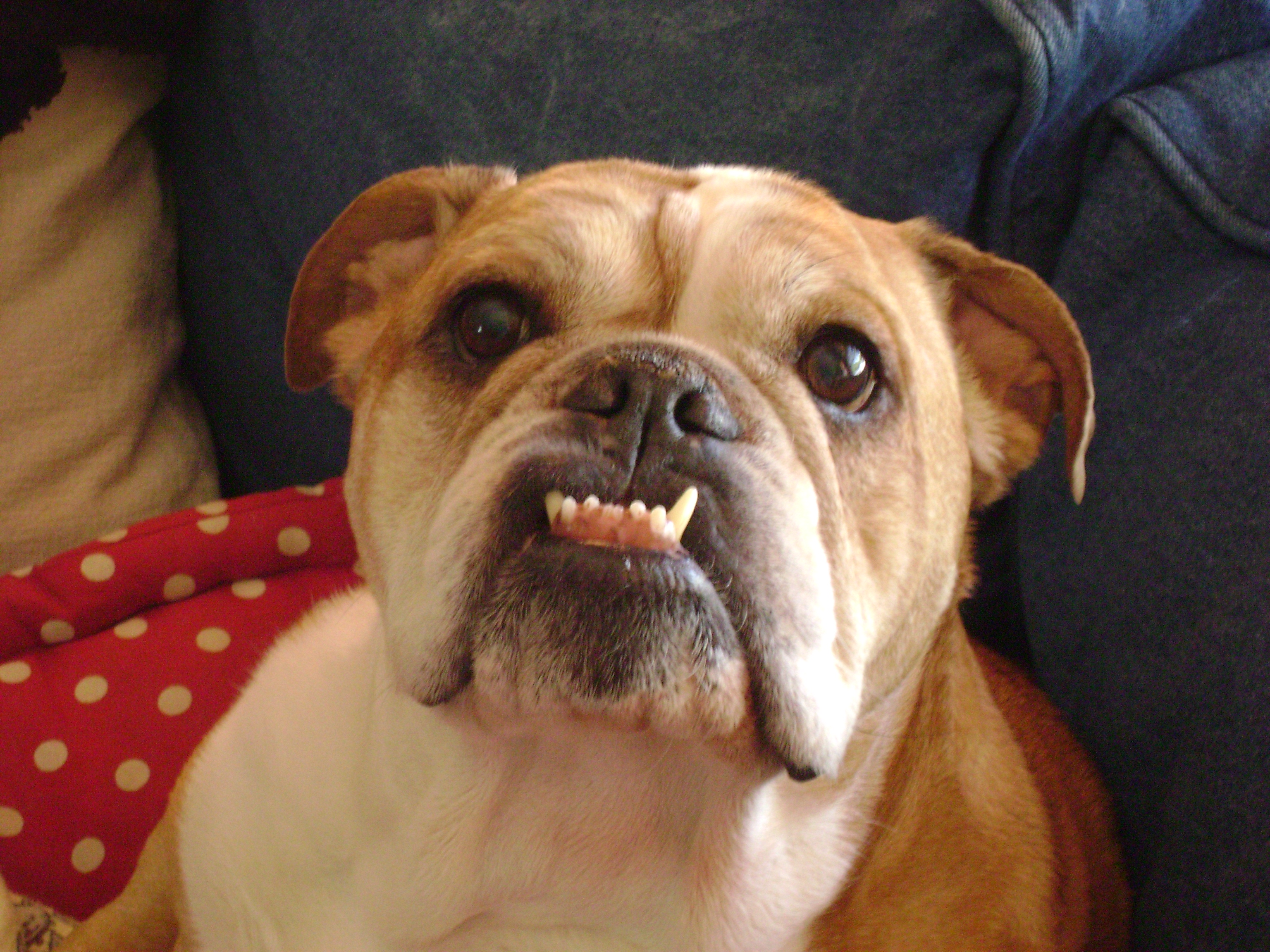
Vorbiss infolge von Brachycephalie bei einer Englischen Bulldogge

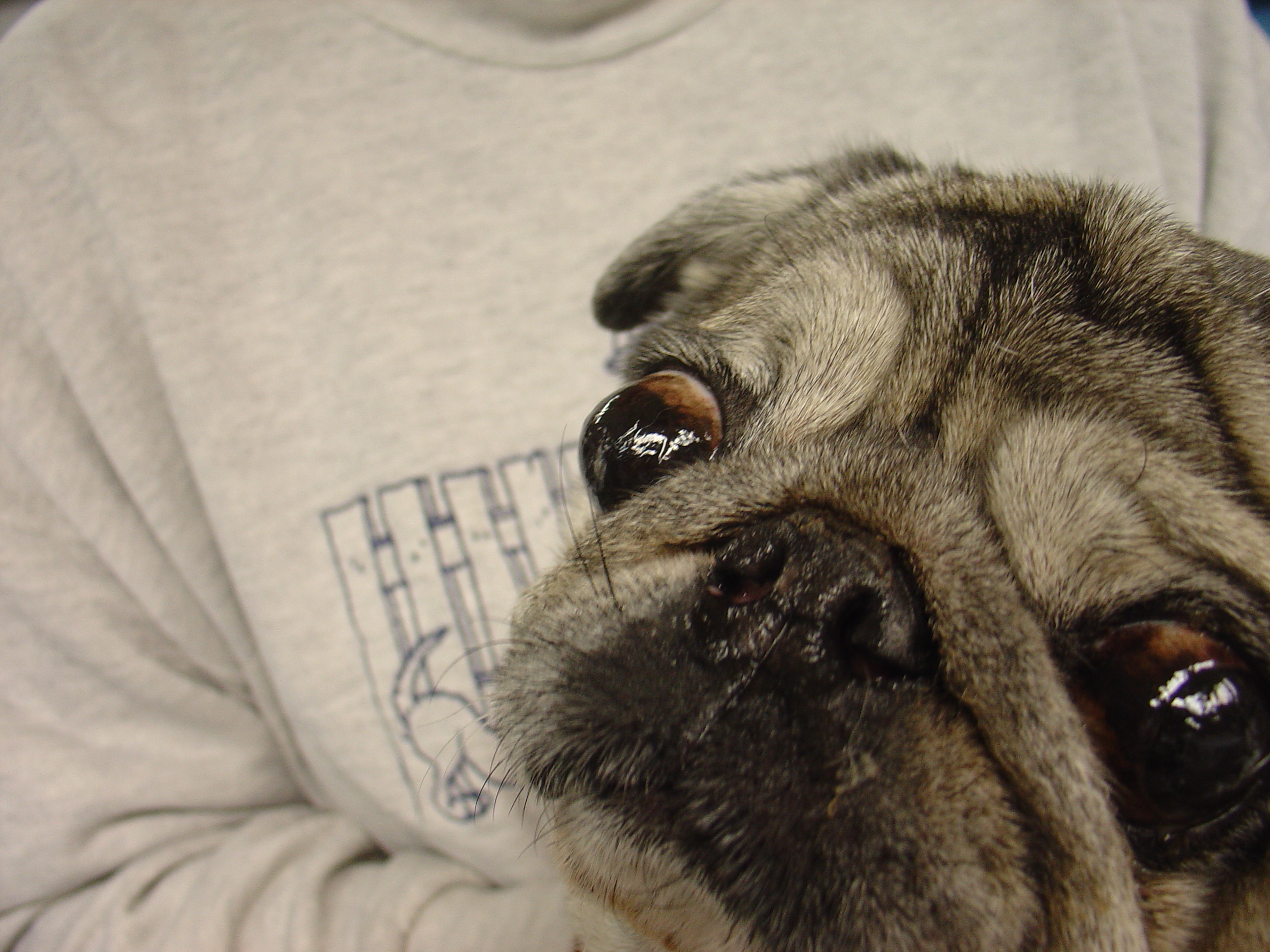
Augapfelvorfall bei einem Mops

Die proportionale Vergrößerung des Kopfes in Verbindung mit der runden Kopfform führt mechanisch zu einem erhöhten Risiko für Schwergeburten. Auch bei einem Kaiserschnitt ist die Überlebensrate von brachycephalen Welpen im Vergleich zu anatomisch normalen Hunden verringert. Brachycephale Rassen sind außerdem überdurchschnittlich häufig von Hirntumoren und Wasserkopf betroffen. Besonders ausgeprägt ist diese Prädisposition bei Rassen, in denen zusätzlich zur Brachycephalie auch eine Chondrodysplasie vorhanden ist. Die starke Abweichung von der normalen Kopfform führt außerdem zu einer anatomischen Reorganisation des Gehirns. Brachycephale Zwergrassen sind daneben häufig von bis ins Erwachsenenalter persistierenden Fontanellen betroffen, was durch den mangelhaften Schutz des Gehirns in der Schädelhöhle ein zusätzliches Verletzungsrisiko darstellt.
Brachycephalie führt durch die Verkürzung des Oberkiefers (Brachygnathia superior) oft zu einem ausgeprägten Vorbiss, der bei einigen brachycephalen Rassen auch ausdrücklich im Standard gefordert wird. Dies kann in manchen Fällen zu einer mangelhaften Gebissfunktion führen.
Bei den extrem rundköpfigen Rassen sind zusätzlich hervorstehende, teils auch vergrößerte Augen zu beobachten, was zu häufigen Verletzungen der Hornhaut, zu Keratoconjunctivitis sicca und Hornhautpigmentierung führt. Am häufigsten sind Shih Tzu, Mops und Boston Terrier betroffen. Außerdem besteht die Gefahr eines Augapfelvorfalls (Bulbusprolaps). Dieser Symptomkomplex wird vereinzelt als okulares Brachycephalensyndrom bezeichnet.
Bei der Brachycephalie verkürzt sich nicht nur der Gesichtsschädel, sondern auch der Gehirnschädel und die Schädelbasis nehmen eine andere Form an. Dadurch hat sich bei manchen Hunden der Rasse Cavalier King Charles Spaniel und auch bei der Rasse Pomeranian/Zwergspitz die genetische Anlage für die Form des Kleinhirns bzw. für den dem Kleinhirn zur Verfügung stehenden Raum im Schädelinneren so verändert, dass der physiologisch notwendige Abfluss von Gehirn-Rückenmarks-Flüssigkeit durch das Hinterhauptsloch behindert wird und dadurch sekundär eine Syringomyelie entsteht.

## Genetik und Zuchthygiene
Brachycephalie ist ein Komplex aus verschiedenen anatomischen Merkmalen, die polygen vererbt werden. Die Brachycephalie ist durch Selektionszucht entstanden bei einer Annäherung der Gesichtsform der Tiere an das Kindchenschema. Aus tierschützerischen Überlegungen sind extrem brachycephale Tiere von der Zucht auszuschließen. Insbesondere ist die extreme Rundköpfigkeit in Kombination mit einer ausgeprägten Verkürzung der Gesichtsknochen züchterisch zu bekämpfen, was über das Festlegen von Grenzwerten und einer darauf basierenden Indexselektion und Zuchtwertschätzung möglich ist.
Zuchtversuche zur Bekämpfung von Brachycephalie und brachycephalem Syndrom sind beispielsweise der Continental Bulldog und die Olde English Bulldogge.

## Betroffene Rassen
Folgende Rassen sind vom Auftreten von Brachycephalie und den Folgen aufgrund der Zuchtentwicklung der letzten Jahrzehnte betroffen:
- Hunde
  - Malteser
  - American Bulldog
  - Mops
  - Englische Bulldogge
  - Französische Bulldogge
  - Boston Terrier
  - Boxer
  - Shih-Tzu
  - Pekinese
  - Chihuahua
  - King-Charles-Spaniel

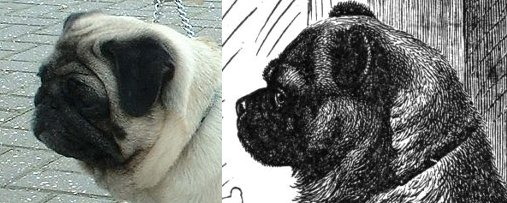
Verstärkung der Brachycephalie beim Mops: links 2003, rechts 1927

  - Belgische Zwerggriffons (Griffon Belge, Griffon Bruxellois, Petit Brabançon)
  - Yorkshire-Terrier
  - Zwergpinscher
  - Zwergspitz / Pomeranian

- Katzen
  - Perserkatze
  - Exotische Kurzhaarkatze
  - Britisch Kurzhaar

Eine dem brachycephalen Syndrom ähnliche Erkrankung bei einer nicht eindeutig brachycephalen Hunderasse ist beim Norwich Terrier beschrieben, dessen Schädel eine nur bedingt brachycephale Anatomie aufweist.

## Gesetzliche Situation

### Deutschland
Starke Erscheinungsformen von Brachycephalie gelten laut einem Gutachten des Bundesministeriums für Ernährung und Landwirtschaft als verbotene Qualzucht. In dem Gutachten werden den Zuchtverbänden Untersuchungen betroffener Tiere, Zuchteinschränkungen und geänderte Zuchtstandards empfohlen.
In § 11b des Tierschutzgesetzes, der das Verbot von Qualzucht regelt, ist festgelegt:

„Es ist verboten, Wirbeltiere zu züchten […], wenn damit gerechnet werden muss, dass bei der Nachzucht, […] erblich bedingt Körperteile oder Organe für den artgemäßen Gebrauch fehlen oder untauglich oder umgestaltet sind und hierdurch Schmerzen, Leiden oder Schäden auftreten.“

### Österreich
Im Bundesgesetz über den Schutz der Tiere § 5 ist Atemnot als eine der gesundheitlichen Auswirkungen von Qualzucht genannt, so dass in der Folge die Zucht, aber auch Import, Erwerb, Weitergabe oder Ausstellung entsprechender Tiere verboten sind. Gemäß § 38 sind Verstöße gegen § 5 mit einer Geldstrafe bis zu 7.500 Euro, im Wiederholungsfall bis zu 15.000 Euro zu bestrafen. Allerdings besteht gemäß § 44. (17) eine Übergangsfrist, in der durch schriftliche dokumentierte Zuchtmaßnahmen, die die Einhaltung der Bestimmung bis zum 1. Jänner 2018 gewährleisten, kein Verstoß vorliegt.

## Verwendung in der Archäologie und Humanmedizin
Der Begriff Brachycephalie und viele andere Schädelformen finden sich weiterhin in archäologischen Befunden, vor allem auf dem Gebiet der ehemaligen Sowjetunion, um auf Migrationen zu schließen, was vorher ohne die Populationsgenetik nicht so leicht möglich war, und heute sehr wohl eine gute Bestätigung populationsgenetischer Ergebnisse darstellt. So wird z. B. der genetische Austausch der männlichen Bevölkerung Englands -2'450 (z. B. Olalde 2018) eben durch diese Schädelbeschreibungen gestützt (Armit/Reich 2021). Diese Übereinstimmung beendete gleichzeitig jahrzehntelange Versuche britischer Archäologen, den Kulturwandel mit den abwegigsten Erklärungen als authochthon zu erklären.
In der Humanmedizin findet sich der Begriff Brachycephalie zur Beschreibung (angeborener) Wachstumsstörungen wie der Achondroplasie.